# Sture Fladmark
Sture Fladmark (Ålesund, 30 giugno 1967) è un allenatore di calcio e calciatore norvegese, di ruolo centrocampista.

## Carriera

### Giocatore

#### Club
Fladmark giocò con le maglie di Aalesund e Lyn Oslo. Debuttò per questi ultimi il 5 maggio 1990, nella vittoria per 5-0 sul Namsos. Segnò le prime reti il 12 giugno 1991, con una doppietta siglata ai danni del Kjelsås, in un match valido per l'edizione stagionale della Coppa di Norvegia.
Si ritirò nel 1998.

### Allenatore
Fladmark fu tecnico del Lyn Oslo nel 2002 e lo portò ad un terzo posto finale nel campionato 2002. Fu premiato così con il premio Kniksen per il miglior allenatore dell'anno. Fu assistente del Sudafrica sotto la guida di Stuart Baxter. Successivamente, fu allenatore dello Hødd e dello Skarbøvik.